# Erkännande
För andra betydelser, se Erkännande (olika betydelser).
Erkännande betyder inom juridiken att en person medger en omständighet som är ofördelaktig för honom.

## Erkännande inför domstol
När part avger ett erkännande inför domstol i samma rättegång där det ska gälla mot honom är erkännandet inför rätta. I alla andra fall är det ett erkännande utom rätten. Ett erkännande har olika betydelse beroende på vilket typ av mål det avges i och vad det angår. Erkännandet kan antingen ha rättsverkan och då är domstolen bunden av partens syn på ifrågavarande faktum eller så har det enbart bevisverkan och ska då prövas av rätten som en del av bevisvärderingen.
I brottmål kan ett erkännande från den tilltalade enbart ges bevisverkan. Den moderna uppfattningen om straffrättskipningens uppgift utesluter fullständigt möjligheten att ge erkännande rättsverkan. Även i s.k. indispositiva civilmål/tvistemål ges erkännandet ofta enbart bevisverkan. I dessa mål anser man att parternas syn på saken inte kan få vara avgörande, till exempel gäller detta i faderskapsmål. I de dispositiva tvistemålen anses dock erkännande av part ha rättsverkan. 
En viktig fråga är ifall det finns en möjlighet att återkalla ett givet erkännande. Även här är skillnaderna stora mellan de fall då erkännandet har rättsverkan eller enbart bevisverkan. Verkan av ett erkännande med bevisverkan bör kunna hävas genom bevis, att det erkända inte stämmer överens med verkliga förhållandet, och det borde inte därvid krävas mer än att oriktigheten görs sannolik. För hävande av ett dispositivt erkännandes verkan fordras, att det visas, att någon förutsättning för giltig disposition saknas.